# Dromara
Dromara (Droim mBearach in gaelico irlandese) è un villaggio dell'Irlanda del Nord, situato nella contea di Down.